# 애플파이 온라인
애플파이 온라인은 제스턴에서 개발한 2D MMORPG이다. 현재 주식회사 신원소프트에서 개발/서비스/퍼블리싱을 하고 있다.

## 서비스 종료와 재개
제스턴은 렛츠게임과 퍼블리싱 계약 체결 후 얼마 지나지 않아 극심한 경영난과 업체간(제스턴,렛츠게임) 갈등으로 결국 서비스 종료되었다. 그 후 다음 아고라 등을 통하여 서명운동을 펼치며 소생 기회를 엿보던 지난 2008년 1월 15일 제스턴 애플파이 온라인 개발자가 나서서 애플파이 온라인의 서비스 재개에 성공했다.

## 모바일
애플파이 모바일 게임은 2003년 12월, 중화민국에서 먼저 서비스를 시작해 대한민국에서는 이를 바탕으로 한층 더 업그레이드된 그래픽과 시스템을 적용해 2004년 8월 서비스를 시작했다.